# Exequatur

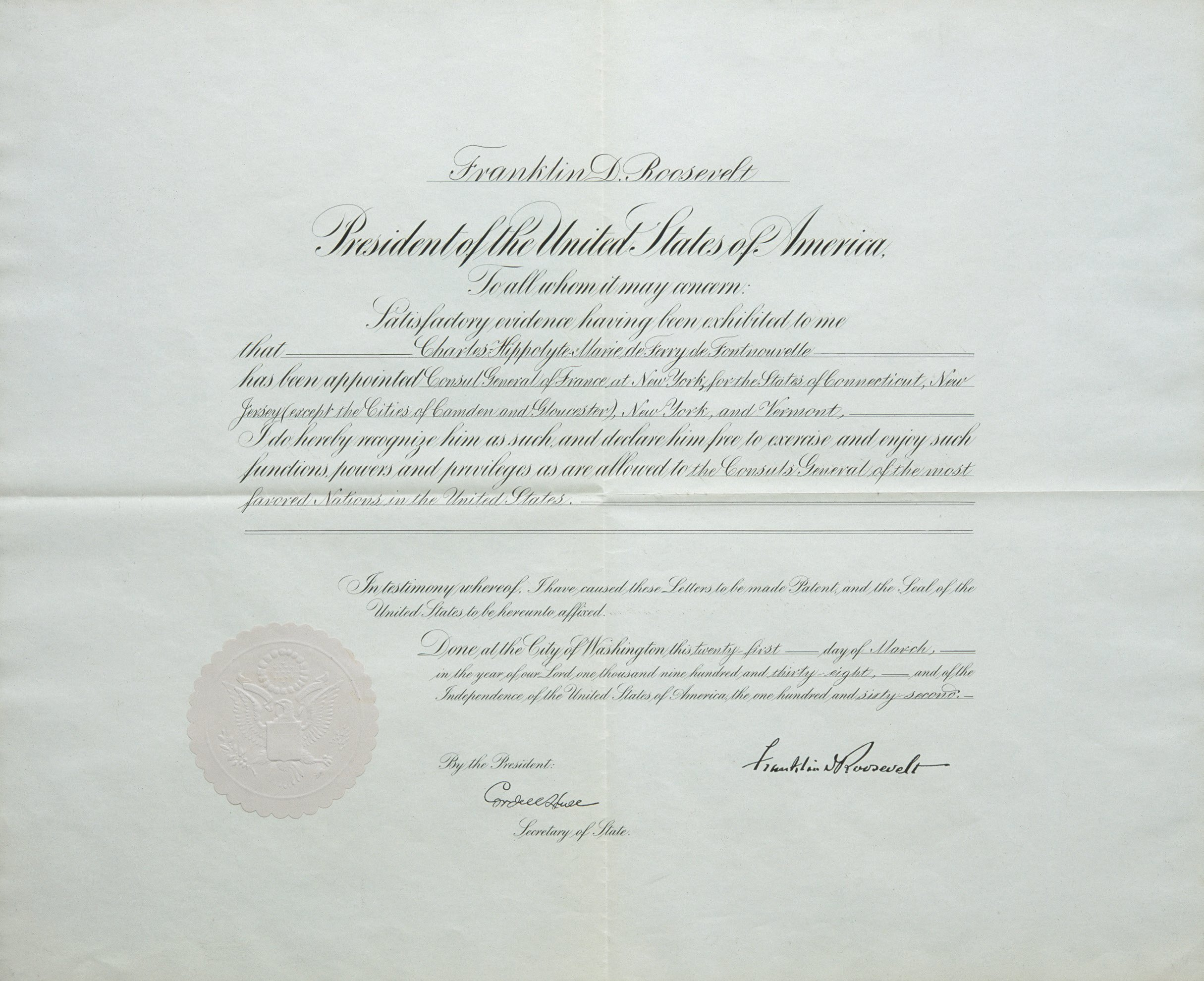
Exequatur accordé par le président des États-Unis, Franklin D. Roosevelt, au consul général de France à New York, Charles de Ferry de Fontnouvelle, le 21 mars 1938.

 (mars 2008).
Si vous disposez d'ouvrages ou d'articles de référence ou si vous connaissez des sites web de qualité traitant du thème abordé ici, merci de compléter l'article en donnant les références utiles à sa vérifiabilité et en les liant à la section « Notes et références ».
Ne doit pas être confondu avec Apostille.
L'exequatur (nom masculin invariable) ou exéquatur est une procédure visant à donner, dans un État, force exécutoire à un jugement rendu à l'étranger ou à une sentence arbitrale.
Le mot vient du latin exsequatur, 3e personne du singulier au subjonctif présent du verbe exsequor, « qu'il exécute, qu'on exécute », après amuïssement du s. 
En effet, un jugement rendu dans un État n'est pas forcément reconnu dans un autre État. Quand bien même un jugement serait reconnu dans un autre État que celui où il a été prononcé, cette reconnaissance n'implique pas qu'il ait une force exécutoire.
Il sert aussi à rendre exécutoire une sentence arbitrale.
L'exequatur est également la décision d'un gouvernement qui reconnaît la qualité d'un consul ou d'un consul général nommé par une autorité étrangère (équivalent de la remise des lettres de créance d'un ambassadeur) et lui accorde les privilèges correspondant aux conventions de Vienne.

## Exequatur et souveraineté
L'exequatur est empreint d'une forte dimension politique liée à la souveraineté car il a pour objet la reconnaissance, et généralement, l'exécution dans un État, d'un jugement rendu dans un autre État. On peut dès lors comprendre la réticence naturelle que peuvent avoir les autorités d'un État, lorsqu'il va s'agir d'exécuter un jugement rendu dans un autre État, probablement sous l'empire d'un droit différent.

## Conditions de l'octroi de l'exequatur en France
L'exequatur peut aussi bien concerner un jugement rendu à l'étranger, qu'une sentence arbitrale rendue à l'étranger, les conditions n'étant pas nécessairement les mêmes.
En ce qui concerne l'exequatur des jugements rendus à l'étranger, il convient de distinguer selon que ceux-ci ont été rendus par un État membre de l'Union européenne ou un État tiers. En effet, parallèlement au développement des règles jurisprudentielles en France s'est développée l'Union européenne. Une convention internationale (Convention de Bruxelles du 27 septembre 1968) a été conclue entre les États membres de l'Union européenne, simplifiant considérablement les conditions d'octroi de l'exequatur.

## Procédures

### Nicaragua
Dow Chemical est condamnée solidairement avec Occidental Chemical Corporation et la Shell Oil Company Corporate en 2012 au Nicaragua à indemniser les victimes d'une contamination au pesticide DBCP (dibromichloropropane). L'entreprise ayant cependant retiré ses actifs du pays, le jugement n'a pas été exécuté. En novembre 2018, une procédure d'exequatur auprès du tribunal de grande instance de Paris est lancée pour tenter de contraindre les trois entreprises à verser les indemnités dues. Cette procédure est originale en raison du montant élevé des indemnités, et du champ d'application, la santé publique,.

## Exequatur à l'extérieur de la France

### République dominicaine
En République dominicaine, l'exequatur peut s'appliquer également aux titres universitaires étrangers. 
Ceux-ci, au moins équivalent à une licence (licenciatural) une fois reconnue légalement par exequatur, permettent à leurs détenteurs d'exercer une profession réglementée dans le pays.